# Wildenmannlisloch

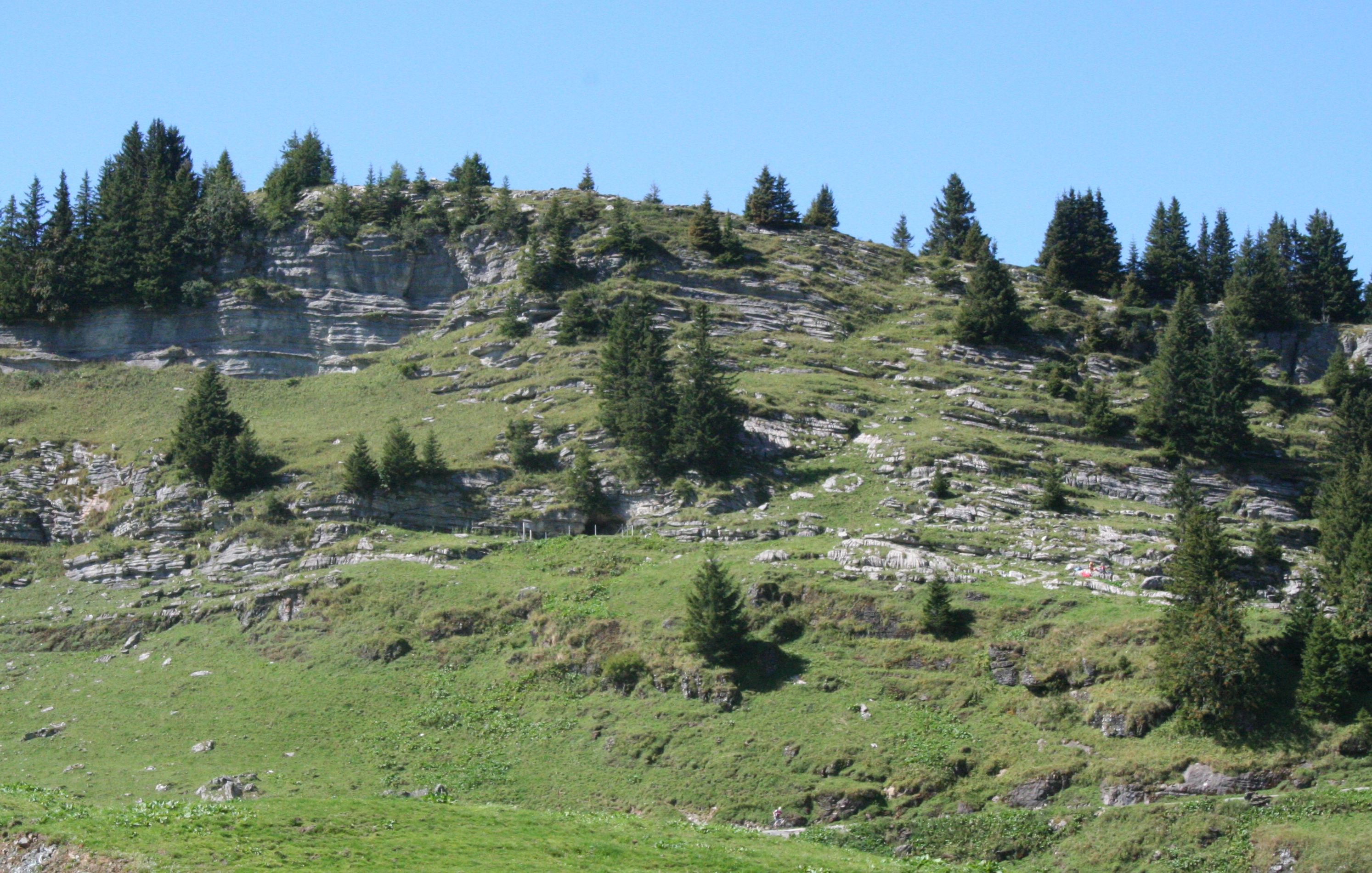
Lage der Höhle

Das Wildenmannlisloch, auch Wildmannlisloch (im Dialekt: /wıldəmannlısˈlɔχχ/) ist eine alpine Karsthöhle im Toggenburg im Kanton St. Gallen in der Schweiz.

## Lage
Die Höhle liegt auf einer Höhe von 1635 Metern im Seewerkalk am Nordhang des Seluns, dem westlichsten der über 2200 Meter hohen Churfirsten, auf dem Gebiet der Gemeinde Wildhaus-Alt St. Johann. Sie hat eine vermessene Länge von 150 Metern und eine Höhendifferenz von 2,4 Metern. Ihr Eingang ist gegen Nordosten gerichtet. Etwa 400 Meter südöstlich steht die Bergstation der Selunbahn, die von Starkenbach SG hinaufführt.

## Geschichte und Ausgrabungen
Die älteste Erwähnung der Höhle findet man in der Beschreibung der toggenburgischen Gebirge des Pfarrers Johann Heinrich Scherrer. Dort heisst es, dass «unter diesem (Se)Lunerruck wird ein Loch gefunden [wurde], durch welches man mit einer Latern wenigst ein halb Viertelstund in den Berg hineingehet». Der Name «Wildenmannlisloch» erscheint zum ersten Mal 1819 im Büchlein «Zwinglis Geburtsort» von Pfarrer J. Fr. Franz: 

«An dem Fusse des Selunerrückens zwischen den Alpen Selun und Breitenalp befindet sich eine grosse Höhle, das Wildenmännlis-Loch genannt, die anfangs sehr weit und hoch ist, so dass man mit Pferden und Wagen hineinfahren könnte, sich dann aber verenget und wieder erweitert, dann wieder verenget und in solchen Abwechslungen und verschiedenen Krümmungen sich eine Viertelstunde lang hinziehet, bis man ihr Ende erreicht. Bey rauhem Wetter sucht an ihrem Eingang das Vieh Schutz und Obdach.»

Am 15. Juli 1906 unternahm Emil Bächler die erste Untersuchung der Höhle. Eine Versuchsgrabung brachte Zähne und Knochensplitter von Höhlenbären zu Tage. Eine genauere Erforschung der Höhle erfolgte aber erst 1923. Am 1. Oktober richtete sich Emil Bächler zusammen mit Alfred Ziegler aus Unterwasser und einigen Helfern in der Höhle ein und begann eine Arbeit, die – jeweils im Herbst – bis 1927 dauern sollte; insgesamt 218 Tage. Unterstützt wurde das Unterfangen mit finanzieller Unterstützung des Naturhistorischen Museums und des Bürgerrats von St. Gallen sowie durch die Sektion Toggenburg des Schweizer Alpenklubs.
Am Hauptfundplatz, der Höhlenkammer II, wurden Überreste von rund 50 ein- bis achtjährigen Höhlenbären gefunden. Schädel fand man im hinteren Teil der Höhle. Ausgegraben wurden auch Knochenreste eines Höhlenlöwen, von Gämse, Murmeltier, Schneehase, Wolf, Fuchs, Hermelin und Edelhirsch. Grünlichgrauer, bearbeiteter Ölquarzit wurde offenbar von vom Tal heraufgebracht, da dieser im Selunergebiet nicht vorkommt.
Auch aufgrund der Ergebnisse seiner vorangegangenen Grabungen im Wildkirchli und im Drachenloch bei Vättis schloss Emil Bächler, dass es sich um eine seit der Mittelsteinzeit aufgesuchte Höhle handelt, in der auf die Bärenjagd spezialisierte Jäger und Sammler ihr Beutegut aufbewahrt hätten, aus den Knochen Werkzeuge und Kultgegenstände erzeugt hätten und einem Bärenkult nachgingen. So sollen etwa die Schädel der Bären in hintersten Teil der Höhle als Dank- und Sühneopfer dargebracht worden sein. Auf Basis seiner Überlegungen benannte er die in den Alpen vorkommenden Kulturen der Jäger- und Sammler als «Alpines Paläolithikum».
Die Funde von Emil Bächler wurden 1955 durch Elisabeth Schmidt überprüft. Neuere Forschungen kommen zu dem Ergebnis, dass das Wildenmannlisloch seit der Zeit vor etwa 90'000 Jahren immer wieder von Höhlenbären aufgesucht wurde, die dort ihren Winterschlaf hielten. Schwache Tiere verendeten während der langen und harten Winterzeit. Damit ist der überwiegende Fund von Knochen von alten bzw. jungen Höhlenbären zu erklären. Seit der Zeit von vor etwa 40'000 – 30'000 Jahren wurde die Höhle im Sommer auch von Jägern und Sammlern aufgesucht. Die Jagd der Neandertaler war jedoch nicht auf Höhlenbären ausgerichtet. Von einer Bärenjägerkultur bzw. von einem Bärenjägerkult, wie dies von Emil Bächler bzw. seinem Sohn Heinz Bächler angenommen wurde, kann man laut heutigem Forschungsstand nicht mehr sprechen. Die von ihnen angenommene (auch kultische) Bearbeitung der Bärenknochen wird wohl als eher als Abtrag durch Wasser zu interpretieren sein. Es dürfte zu einer abwechselnden temporären Besiedelung durch Höhlenbären und Neandertaler gekommen sein.

## Bilder

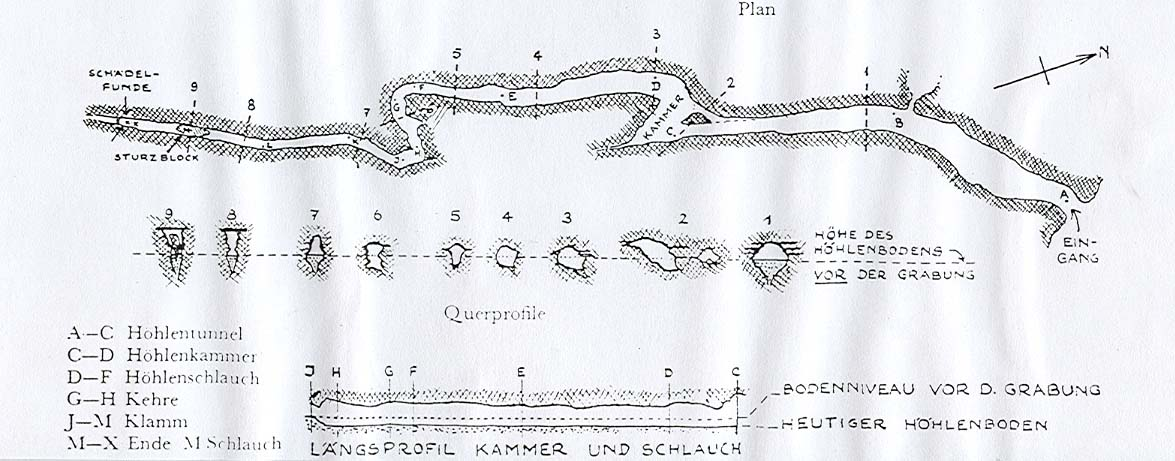
Plan
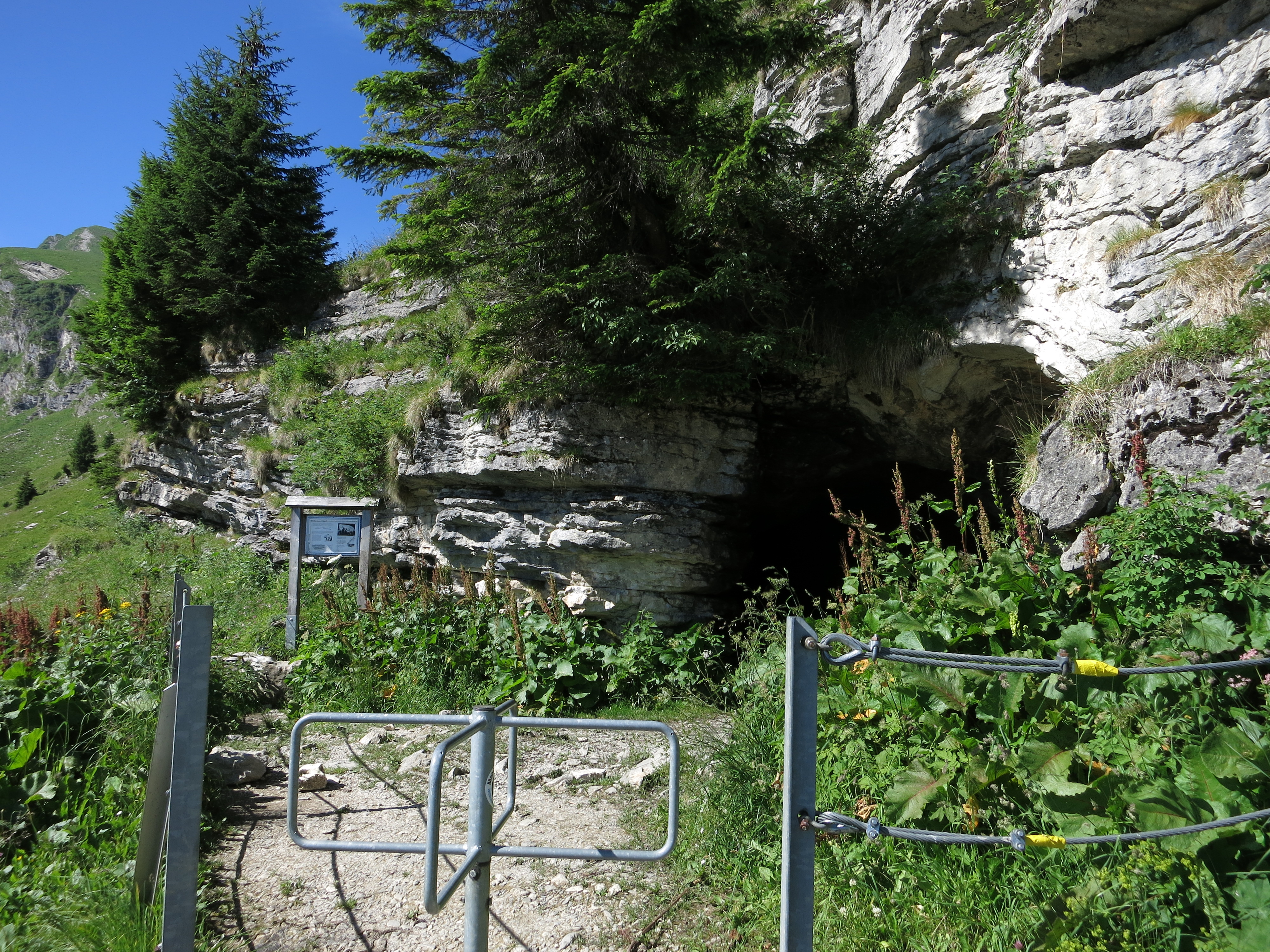
Vor dem Eingang zum Wildenmannlisloch
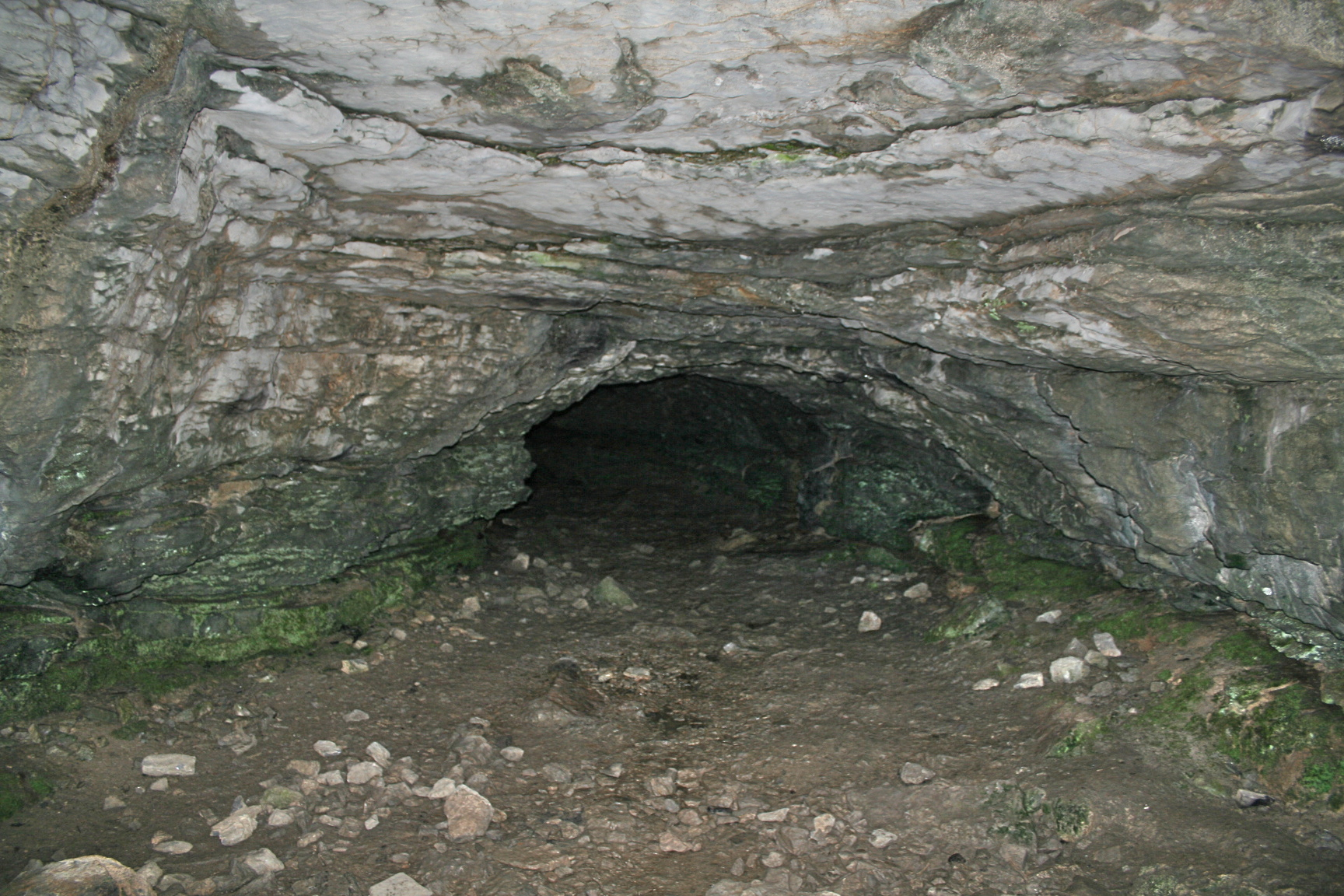
Eingangspartie
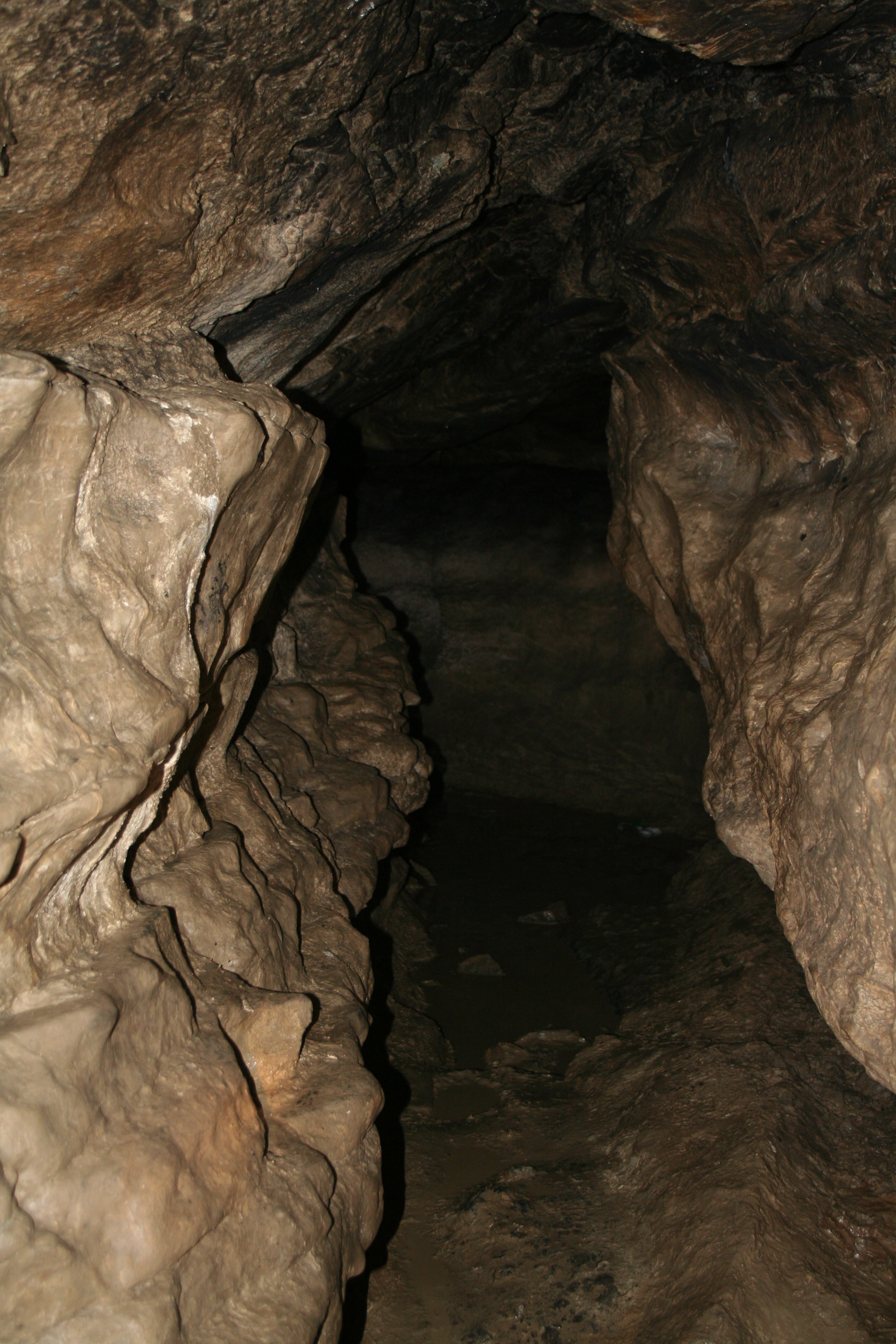
Wasserstand im Innern
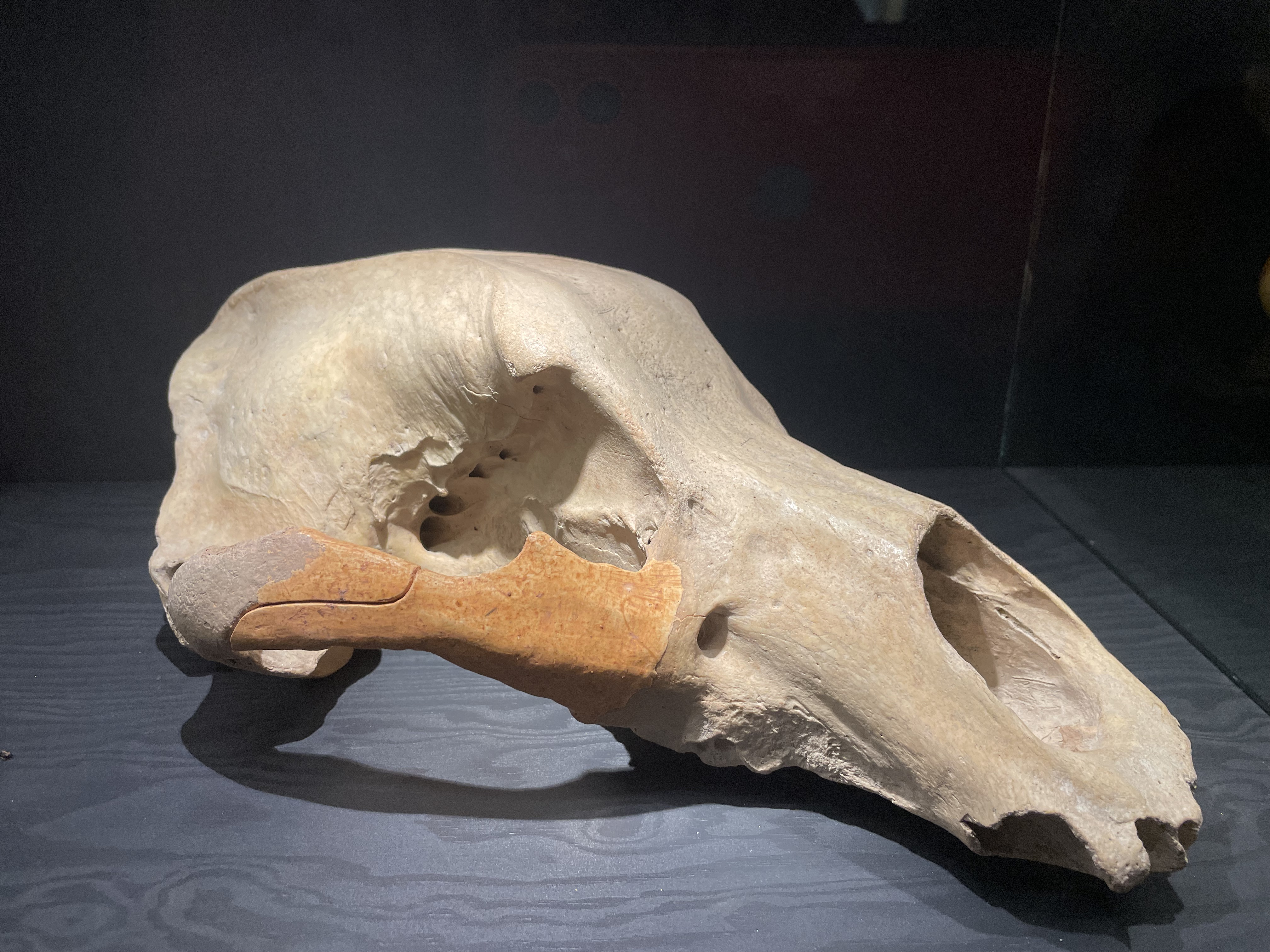
Höhlenbärenschädel

## Sagen und Geschichten
Rund um das Wildenmannlisloch ranken sich zahlreiche Sagen und Geschichten, die bis heute verbreitet sind, etwa auf dem touristisch aufbereiteten Sagenweg zwischen der Alp Sellamatt und dem Wildenmannlisloch. Es handelt sich dabei um Sagen, die sich um die «Wilden Männli» bzw. «Wilden Wibli» ranken, die sich angeblich im und in der Nähe des «Wildenmannlislochs» aufgehalten haben sollen. Jakob Kuoni hat diese Geschichten in seine Sagensammlung aufgenommen. Die kleingewachsenen Gestalten seien den Menschen wohlgesinnt gewesen, aber durch deren Neugier vertrieben worden. Es könnte sich dabei um eine kollektive Erinnerung und Umdeutung des Auftretens der sogenannten Walen (Venediger) handeln. Diese waren als Erz- und Mineraliensammler seit dem 14. Jahrhundert im Auftrag Venedigs in den Alpen tätig.
Eng verknüpft ist das Wildenmannlisloch auch mit der Geschichte des Johannes Seluner, der einige Zeit in der Höhle verbracht haben soll. Ihm wurden auch die Züge eines Neandertalers zugeschrieben, was eng mit den Funden im Wildenmannlisloch zusammenhängen durfte.

## Erreichbarkeit

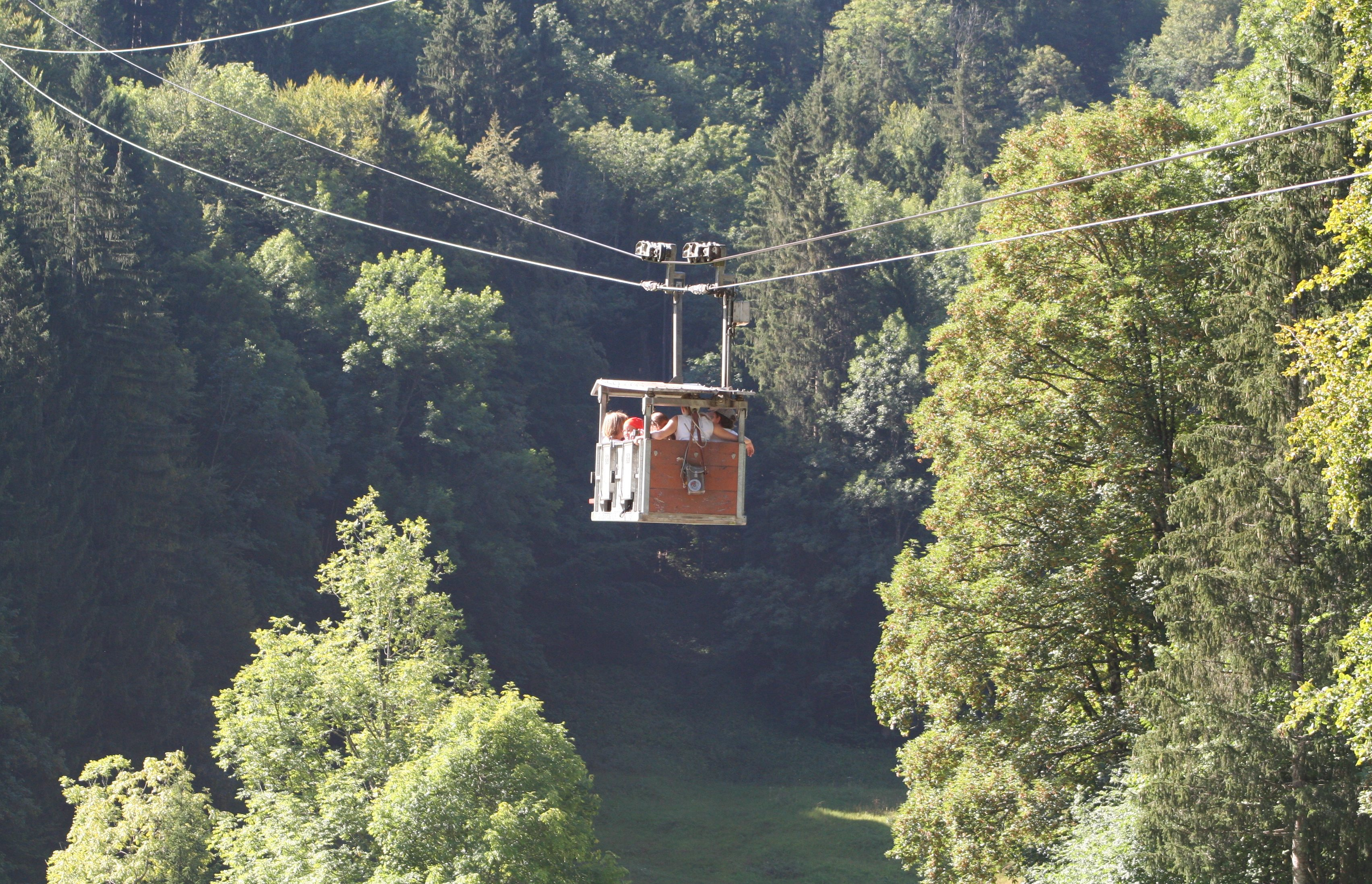
Die Kistenbahn von Starkenbach

Am einfachsten erreicht man das Wildenmannlisloch mit der Selunbahn («Kistenbahn») von Starkenbach aus nach einem Fussweg von circa zehn Minuten. Über die Alp Sellamatt führt ein Wanderweg zur Höhle.